# Браудо, Александр Исаевич
Алекса́ндр Иса́евич Бра́удо (28 ноября 1864, Вилькомир, Ковенская губерния — 8 ноября 1924, Лондон) — российский историк, библиограф, еврейский общественный деятель, член масонской ложи Великий Восток народов России.

## Юность и образование
Вырос во Владимире-на-Клязьме. Окончил гимназию во Владимире, затем историко-филологический факультет Дерптского университета со званием кандидата.

## Профессиональная и общественная деятельность
10 марта 1889 года причислен к Министерству народного просвещения и с того же числа откомандирован для работы в Публичной библиотеке. Работал в Юридическом отделении с оплатой как вольноопределяющийся, а с 1894 года — заведующий указанным отделением; член кассы взаимопомощи литераторов и учёных. Общественный деятель. С 1890-х входил в руководство издательств «Общественная Польза», сотрудничал в «Энциклопедическом словаре» Ф. А. Брокгауза и И. А. Ефрона, вошёл в кружок еврейской молодёжи. В 1900 году получил чин коллежского асессора, член Русского библиологического общества. С 1 января 1900 года — библиотекарь, с 1902 — заведующий отделением «Rossica» Публичной библиотеки в Санкт-Петербурге. Библиограф, автор ряда обзоров.
Участвовал в работах Комитета грамотности. Член Вольного экономического общества, Комитета о ссудно-сберегательных товариществах.
В 1903 — член попечительства о домашних трудящихся и рабочих дома; член школьной и историко-этнографической комиссий последнего из указанных обществ. Сотрудничал в журнале «Освобождение», с издательским домом «Общественная помощь». В 1906 — член попечительства о домах трудолюбия и работных домах. В 1903—1906 надворный, в 1908 коллежский, в 1909—1914 статский советник. В 1903—1913 секретарь (редакции), в 1911 член редакции, в 1912 служащий редакции журнала «Трудовая помощь». 9 января 1905 года был одним из организаторов митинга-протеста в Публичной библиотеке.
Был ключевой фигурой еврейского национального движения в России. Член Общества распространения просвещения между евреями в России, вокруг которого группировались столичные евреи. Член Еврейского колонизационного общества в С.-Петербурге, бюро политической защиты (вместе с Г. Б. Слиозбергом, Л. М. Брамсоном, М. А. Кролем и др.). Член Еврейского историко-этнографического общества. В 1905—1906 — член Еврейской демократической группы.  В 1906—1916 гг. — секретарь отдела попечения о еврейских девушках Санкт-Петербурга при Российском обществе защиты женщин. Руководил деятельностью «Бюро печати» — нелегальной организацией, занимавшейся сбором и публикацией сведений об антисемитской политике. Активно собирал материалы о погромах, о положении евреев, о политике царизма по отношению к евреям. Сторонник еврейского равноправия. Принимал деятельное участие в выяснении обстоятельств убийств Иоллоса и М. Я. Герценштейна, в разоблачении Е. Ф. Азефа, организатор протестов за границей против дела Бейлиса. По его почину были выпущены «Материалы по истории контрреволюционного движения в России», которые были конфискованы царским правительством. Участник сборников «Пережитое». Входил в редколлегии журналов «Восход» (русско-еврейского) и «Еврейский мир» (содействовал его основанию). В 1907 принимал активное участие в создании издательства «Разум», печатавшего литературу, направленную против антисемитизма. Печатался в «Историческом обозрении», «Журнале Министерства народного просвещения», специальных исторических журналах. В годы Первой мировой войны участвовал в работе Еврейского комитета помощи жертвам войны и Общества охранения здоровья еврейского населения. Видный деятель Политического Красного Креста. В 1916 состоял при Комитете попечительства о трудовой помощи под покровительством императрицы Александры Фёдоровны, кандидат в члены правления акционерного общества гигиенических дешёвых квартир для еврейского населения. Сотрудничал с Обществом ремесленного труда, Вольно-экономическим обществом, Комитетом о ссудно-сберегательных кассах, Комитете грамотности; состоял во Всероссийском союзе учреждений, обществ и деятелей по общественному и частному призрению.

## Деятельность послеФевральской революции
В 1917—1924 был одним из руководителей работ по спасению библиотек города и перевода их в хранилища Публичной библиотеки. До кончины председатель Общества библиотековедения. В мае 1918 был избран заместителем директора Публичной библиотеки. В 1918 участвовал в работе Государственного библиотечного совещания, руководил созданием справочно-библиографической службы и Центрального справочного бюро в Публичной библиотеке. Одно время руководил также общественно-юридическим отделом библиотеки. Один из инициаторов и создателей Института библиотековедения в Москве и журнала «Библиотечное обозрение».
В мае 1919 выехал в Одессу, где оставался до февраля 1921. С января 1920 по январь 1921 был директором Одесской городской библиотеки.
В феврале 1921 вернулся в Петроград, где вновь занял должность заместителя директора Публичной библиотеки. Активно занимался проблемами комплектования иностранной литературой. В 1922 инициировал создание в библиотеке Кабинета новой иностранной литературы, руководил работами по его созданию. Благодаря помощи Л. Я. Штернберга получил от Историко-этнографического общества денежную помощь для написания воспоминаний (не сохранились).
В мае 1924 командирован в крупнейшие библиотеки Европы с целью заключения договоров о комплектовании и книгообмене с Публичной библиотекой. Во время данной командировки посетил Париж, затем Лондон. Организовал в Париже информационное бюро «Русская корреспонденция».
Историк. Переводчик. Был членом ВВНР.
Похоронен на Уильсденском кладбище (Лондон).

## Семья
- Жена — Любовь Ильинична Гаркави.
  - Сын — органист Исайя Браудо.
  - Дочь — художница Надежда Браудо (1894—1976), была замужем за поэтом и художником Леоном Заком.

## Избранные труды
- Браудо А. И. С. А. Бершадский, как историк русских евреев. — СПб.: типо-лит. А. Е. Ландау, 1896. — 58 с.
- Браудо А. И. Новые материалы для истории русско-голландских отношений. — СПб.: тип. В. С. Балашева и К°, 1893. — 16 с. — (Извлеч. из «Журн. М-ва нар. прос.», июль 1893).
- Браудо А. И. Обзор литературы по русской истории за 1890 г. — СПб.: тип. М. М. Стасюлевича, 1891. — 61 с.
- Браудо А. Предисловие // Сводный каталог иностранной литературы за 1920-1924 г.г., полученной в библиотеках Ленинграда до 1-го января 1925 г. — Л.: Рос. Гос. акад. тип., 1924.
- Браудо А. И. Союзы кооперативных товариществ и съезды их представителей : Сообщ., прочит. в заседании Комис. по обсуждению вопроса о созыве общ. съезда всех т-в. — СПб.: тип. И. Н. Скороходова, 1897. — 18 с. — (Из вып. 12 «Сообщ. С.-Петерб. отд. Ком. о сел. ссудо-сберегат. и пром. т-вах»).
- История еврейского народа. — М.: Мир, 1921. — Т. 12: История евреев в России / При ближайшем участии: А. И. Браудо и др. — Т. 2. Кн. 1. — 155 с.

переводы
- Ашротт П. Ф. Развитие призрения бедных в Англии с 1885 г / Пер. с нем. А. И. Браудо. — СПб.: Гос. тип., 1898. — 64 с.
- История человечества : Всемир. история / Под общ. ред. Г. Гельмольта. — 2-е изд. — СПб.: Просвещение, 1903. — Т. 4: Средиземное море и страны побережья / Пер. А. И. Браудо. — 577 с.
- История человечества : Всемир. история / Под общ. ред. Г. Гельмольта. — 2-е изд. — СПб.: Просвещение, 1904. — Т. 7: Западная Европа : Ч. 1 / Пер. с нем.: А. И. Браудо и А. А. Вейнберг. — 575 с.
- Конрад К. Посредничество в приискании работы в Германии / Пер. с нем. А. И. Браудо и В. А. Гагена. — СПб.: тип. М. М. Стасюлевича, 1913. — 496 с.
- Лекок М. Трудовая помощь во Франции / Пер. с фр. А. И. Браудо и В. А. Гагена. — СПб.: Попечительство о домах трудолюбия и работных домах, 1905. — 368 с.
- Московская трагедия, или Рассказ о жизни и смерти Димитрия [или о жизни и смерти Димитрия, который недавно у русских был государем : Рассказ, извлеченный из достойных доверия сочинений и писем] : С снимком с загл. страницы латин. подлинника 1608 г / Пер. с латин. А. Браудо и И. Росциуса. — СПб.: изд. гр. С. Д. Шереметева, 1901. — 72 с.
- Мюнстерберг Э. Задачи и организация призрения бедных / Пер. с нем. А. И. Браудо. — СПб.: Гос. тип., 1899. — 36 с.
- Мюнстерберг Э. Призрение бедных : Руководство к практ. деятельности в области попечения о бедных = Die Armenpflege. Einfuhrung in die praktische Pflegethatigkeit / Пер. с нем. А. И. Браудо и В. А. Гагена. — СПб.: тип. М. М. Стасюлевича, 1900. — 332 с.